# Macropis nuda
Macropis nuda là một loài ong trong họ Melittidae. Loài này được Provancher miêu tả khoa học đầu tiên năm 1882.